# レビューカンパニー・サルメ
レビューカンパニー・サルメは、日本の劇団。2006年3月、脚本を担当している座長の色羽紫が、旗揚げしたレビューカンパニー。

## 概要
脚本を担当している座長・色羽紫が2006年に旗揚げしたカンパニー。『21世紀型の芸者遊び』をコンセプトに、メンバーを芸者に、
公演を宴会に見立てたエンターテイメント『お座敷レビュー』を目指している。

## エピソード
- 劇中の主要な音楽は、有近真澄が担当している。
- 2008年に劇団虎のことコラボレーション公演（サムリーマン ト音記号 〜踊れる者は久しからず、歌うは佐藤鈴之助〜）を行った。
- 2010年は「サルメパーフェクトイヤー」として、毎月公演やイベント・ライブを行っている。
- 2010年11月に悲願のニューヨーク初上陸を果たし、ライブ等を行う。
- 2011年4月、坂本龍一、Philip Glass、Lou Reedらと共に『CONCERT FOR JAPAN』(JAPAN SOCIETY主催)

日本震災復興のチャリティーライブ、そしてフィラデルフィアで開催された１万人規模のフェスティバルに出演。
- 2012年8月、第3回したまち演劇祭in台東に参加。

## 主要メンバー（サルメリータ）
- 色羽“V”紫 (座長)
- 久谷“Q”由美子
- 藤崎“R”祥子
- 関根“G”直美
- 高橋“T”真子
- 神咲“K”桃
- 望月“Z”けい
- 松本“L”光子

### 元メンバー（客演を含む）
- 相橋“I”愛子：マック・ミック
- “H”明菜
- 秋山“M”めぐみ
- 久保田“Y”陽子
- 黒田“N”奈穂美：Tokyo elan
- 島崎“S”朋子
- 清水“S”智子
- 瀬尾“M”麻衣子
- 祖父江“Y”唯：劇団虎のこ
- “N”TOMOE
- “E”TOMOKA
- 芳賀“K”恵子
- 藤木“F”美帆
- 町田“A”歩美：liberta
- 水野“B”愛日：EARLY WING
- 溝上“M”多映子
- 米津“S”詩穂
- “N”RISA：虎蝶嵐
- 渡邊“W”夏樹

- 青木 悠
- 穐田“C9”哲也：CIRCUIT9
- 大木 三郎
- カトウ シンスケ：、、ぼっち
- 川島広輝
- 桐生 誠一：Tuesdays！
- Kいち：劇団K助
- 久住 翠希
- 近藤 正樹：ミヤコハンター
- 斎藤 弓人
- 櫻井 麻樹
- 佐とう ひでき
- 杉森 雅也
- 芳賀 晶：熱帯
- 三浦 健

## 公演記録
- 2006/03 「冥土 IN JAPAN 〜萌えろ！イイ女！！〜」シアターVアカサカ
- 2006/10 「センチメートルジャーニー 〜影絵のように美しい…物語だけ見ィてた〜いわァァ〜」築地本願寺ブディストホール
- 2007/04 「オーダー・ザ・レインボー 〜虹はどなたに？〜」文京シビックホール(小ホール)
- 2007/11 「夜艶怪談 〜和ラヴィアンナイト〜」池袋・シアターグリーン BIG THREE THEATER
- 2008/05 「つきじ！魚河岸心中 〜フリーズ・フリーズ・ミー！〜」築地本願寺ブディストホール
- 2008/10 「失楽宴 〜入浴（ニューヨーク）恋物語〜 答えは─湯気の中！」赤坂RED／THEATER
- 2009/05 「今昔御座敷奇譚 〜マジカル･ヒストリー・ツアー！！〜」 築地本願寺ブディストホール
- 2009/11 「“7” 〜白雪姫と7人のこいびと〜」(特別公演) 渋谷ギャラリー・ルデコ
- 2010/04~05 「俄楽苦多（がらくた）オペラ 〜 となりのレトロ 〜」 築地本願寺ブディストホール
- 2010/10 「よッ！通夜！怪談！？〜寄席ばいいのに…〜」(論外公演) お江戸両国亭
- 2011/06 「20TH CENTURY TOY ! !〜G線上のマニア〜」築地本願寺ブディストホール
- 2011/10 「S l e e p i n g　C u t i e〜眠れる森の同窓会〜緊急招集！元3年Bクラス！」(不定形公演)“さくら” 原宿
- 2012/05 「和・ラビアンナイト！〜アラジンと魔法のトランク〜」築地本願寺ブディストホール
- 2012/08~09 「『八（eight）』〜マジかよっ！？ミステリーツアー〜」(第3回したまち演劇祭in台東 参加作品)浅草見番
- 2013/03　「帰って来たWedding Hell～地獄のハッピーウェディング～」(特別公演)池袋ギャラリーK
- 2013/05　「開幕、そして閉幕！～サルメ・ドゥ・ソレイユ～１日限りの限定公演」(特別公演)六本木morph-tokyo
- 2013/08　「Odabutsu Family（オダブツ☆ファミリー）～注文の怖い料理店～(特別公演)“さくら"原宿

## DVD
- 「冥土 IN JAPAN 〜萌えろ！イイ女！！〜」
- 「センチメートルジャーニー 〜影絵のように美しい…物語だけ見ィてた〜いわァァ〜」
- 「オーダー・ザ・レインボー 〜虹はどなたに？〜」
- 「夜艶怪談 〜和ラヴィアンナイト〜」
- 「つきじ！魚河岸心中 〜フリーズ・フリーズ・ミー！〜」
- 「失楽宴 〜入浴（ニューヨーク）恋物語〜 答えは─湯気の中！」
- 「今昔御座敷奇譚 〜マジカル･ヒストリー・ツアー！！〜」
- 「“7”〜白雪姫と7人のこいびと〜」
- 「俄楽苦多（がらくた）オペラ 〜 となりのレトロ 〜」
- 「サルメ・イン・ニューヨーク〜お呼びがかかればどこへでも！野を越え山越え時差越えて、行ってきましたニューヨーク！〜」
- 「20TH CENTURY TOY ! ！〜G線上のマニア〜」
- 「和・ラビアンナイト！〜アラジンと魔法のトランク〜」
- 「『八（eight）』〜マジかよっ！？ミステリーツアー〜」

## CD

### 1stアルバム
『サルメのトーキョーお座敷レビュー』 収録曲 
1. お座敷レビューのテーマ
2. メイド・イン・ヘブン
3. レッツ・スウェイ
4. アイム・エクセレント
5. フリーバタフライ・ア・ゴーゴー
6. フロー・シー
7. ミラクル・ポーション
8. 恋はマジック
9. 3年間
10. オーダー・ザ・レインボー
11. センチメートル・ジャーニー
12. コール・ミー
13. アディオス

### 2ndアルバム
『脳を鍛える大人のためのDS』収録曲 
1. ゴッド・セーブ・ザ・ゴールドフィッシュ
2. ラ・ヴィアン・ナイト
3. デリバリー・ザ・レビューショー
4. 月島育ち
5. 明日のことは明日考えよう(つったか早足バージョン)
6. 青春の光と崖
7. ノット・ソゥ・バッド
8. フリーズ・フリーズ・ミー
9. イェスタデイ・イズ・トゥデイ
10. ラ・マン
11. 明日のことは明日考えよう(のんびりお散歩バージョン)
12. ダブル・スーサイド
13. ペーパー・ドール
14. ブレーキング・グラス
15. お座敷レビューのエンドテーマ

### 3rdアルバム
『地球にやさしいサルメのエコアルバム』 
収録曲 
1. カム・トゥギャザー・ナウ
2. マスカレード '08
3. 赤坂サカズのテーマ
4. イン・マイ・ファミリィー
5. ハウリング・スィート
6. マジカル・ヒストリー・ツアー
7. アガサのワルツ
8. 恋するTKO
9. イニシャルはX(サルメ座の怪人のテーマ)
10. 失楽宴
11. In The Same Ship
12. スシガール・イン・ニューヨーク
13. スシガール・イン・ニューヨーク(カラオケ)